# Придворный, Владимир Фёдорович
Владимир Фёдорович Придворный (1938 — 20 сентября 2024 ) — советский партийный деятель, депутат Верховного Совета СССР (1974—1979).

## Биография
Владимир Придворный родился в 1938 году. 
С 1966 по 1984 год работал председателем колхоза «Заветы Ленина» в Каргапольском районе Курганской области.
В 1974 году Владимир Придворный стал депутатом Верховного Совета СССР девятого созыва, представляя Курганскую область. Входил в комиссию по делам молодежи, которой руководил молодой политик Михаил Сергеевич Горбачёв, впоследствии ставший Генеральным секретарем ЦК КПСС и Президентом Советского Союза.
Придворный неоднократно избирался членом обкома КПСС Курганской области и Каргапольского райкома КПСС, депутатом местных Советов депутатов трудящихся.
В 1980-1990-е годы Владимир Придворный возглавлял Каргапольский райисполком, был главой администрации Плотниковского сельского Совета Притобольного района. С 1998 года находился на пенсии. 
Скончался 20 сентября 2024 года на 87-м году жизни. 

## Награды и звания
- Орден Октябрьской Революции[4]
- Орден Трудового Красного Знамени[4]
- Звание «Заслуженный работник сельского хозяйства РСФСР»[4]